# Ioana Radu
Ioana Radu, pseudonimo di Eugenia (Jana) Braia, coniugata Rădescu (Bucarest, 17 febbraio 1917 – Bucarest, 19 settembre 1990), è stata una cantante rumena di musica folcloristica e romanze. Era la sorella della cantante Mia Braia e la seconda donna motociclista in Romania.

## Biografia
Ioana Radu, dal vero nome Eugenia (Jana) Braia, nacque a Bucarest per caso, la madre era venuta per qualche giorno. Passò la sua infanzia a Craiova, nel quartiere dei lăutari (musicisti) e dei birjari (cocchieri), Sineasca, dove si era stabilita la famiglia dell'artista, padre militare e madre sarta. Dalla band della trattoria „La ieftenirea traiului” del padre, Constantin Braia, raccolse e imparò le prime canzoni popolari e romanze – Ion al lui Țache, Gheorghe al lui Gâgă, Limbă.
Studiò al liceo "Elena Cuza" di Craiova, dove l'insegnante di musica, Elena Simionescu, coltivò il suo amore per la canzone allegra e soprattutto per le romanze. Dopo un viaggio a Calafat e Corabia, nel 1936, a causa della cattiva situazione finanziaria, lasciò suo marito - il compositore e insegnante di musica Romeo Rădescu - stabilendosi a Bucarest.

### Debutto
Nel gennaio 1936 arrivò a Bucarest. Qui, con l'aiuto del cantante Petre Alexandru (il marito della sorella Mia Braia), si iscrisse ad un concorso di musica popolare organizzato dalla Società rumena per la radiodiffusione, che durò tre mesi e dove si erano iscritti 800 candidati, presentando le canzoni „În pădure la Stroești” e „Dorule și-o boală grea”. Furono ammesse solo lei, Eugenia Braia e Eugenia Nedelea (che prenderà il nome d'arte Rodica Bujor). La giuria presieduta de Theodor Rogalski, era composta dal soprano Valentina Crețoiu, il tenore Aurel Alexandrescu (entrambi primi solisti dell'Opera), Alfred Pagoni, Grigoraș Dinicu, il compositore Alfred Alessandrescu e Ion Filionescu (il pianista di George Enescu).
Cantò per la prima volta alla radio il 30 aprile 1939, con il nome di Jana Radu, insieme a Petre Alexandru e Mia Braia. Era un programma di musica leggera, interpretò „Pădure și iar pădure”, „De cine dorul se leagă” e „Dorule” accompagnata dall'ensemble Serenade diretto da Sandu Marian. Il vero debutto radiofonico, con lo pseudonimo Iona Radu scelto per lei da Ion Filionescu, ebbe luogo il 29 ottobre 1939, durante il quale presentò una serie di melodie popolari („Dorule și-o boală grea”, „Când o fi la moartea mea”, „Am iubit și-am să iubesc”, „Mă suii pe dealul Cernei”, „La Ciolpan, la crucea'naltă”, „Foaie verde ca cicoarea”) con l'accompagnamento dell'orchestra Vasile Julea.

### Carriera artistica
Dopo il successo alla Radio, arriva a Ploiești dove per sei mesi canta al ristorante "Azuga" accompagnato dall'orchestra dei fratelli Melak Lugoj. Tre volte alla settimana tornava a Bucarest per sostenere i suoi micro-recital alla Radio.
Dopo la conclusione del contratto con Azuga, si stabilì definitivamente nella capitale, portando la musica popolare nei famosi ristoranti e giardini estivi dell'epoca („Potcoava”, „Princiar”, „Motanul negru”, „Cena”), accompagnata dai gruppi strumentali Vasile Julea, Dumitru Spirescu-Oltenita (con il quale era nel frattempo sposata), Nicuşor Predescu, Victor Predescu, Nicu Stănescu, ecc. Allo stesso tempo seguì i consigli ricevuti da Gaby Michailescu (l'impresario degli artisti Maria Tănase e Petre Ștefănescu-Goangă), dedicandosi all'interpretazione della romanza rumena.
Dopo la guerra continuò la sua attività concertistica presso la Radio Diffusione rumena, il Teatro di rivista Constantin Tănase (dove cantava Maria Tănase), il Circo di Stato e insieme all'Orchestra di musica tradizionale Barbu Lăutaru di Bucarest. Nel 1947 si esibì con Maria Tănase, Rodica Bujor, Ion Luican, Petre Gusti e Nicu Stoenescu nelle celebrazioni per i 40 anni di carriera del compositore Grigoraş Dinicu all'Ateneo rumeno, avendo come accompagnamento l'orchestra "Barbu Lăutaru" diretta da Victor Predescu. Partecipò a diverse edizioni del Festival nazionale di romanze Crizantema de Aur a Târgovişte e fece parte della giuria del Festival "Maria Tanase" di Craiova fin dalla prima edizione (1969).
Nel film O zi în București (1987, regia e sceneggiatura di Ion Popescu-Gopo) cantò le canzoni Aș vrea iar anii tinereții (di Henry Mălineanu e Harry Negrin) e În chioșc fanfara cânta (di Florentin Delmar, Aurel Giroveanu e Aurel Felea). Il film vide anche la partecipazione di Gică Petrescu, Anda Călugareanu, Angela Similea.
Nello stesso anno (1987) Pompiliu Galemeanu realizzò un film sulla vita dell'artista, Omagiu romanței - Ioana Radu.

### L'incidente stradale
In un tournée nel 1961, sulla strada Orșova-Caransebeș, l'autobus che trasportava gli artisti venne coinvolto in un incidente stradale, e Ioana Radu rimase gravemente ferita alle gambe con gravi conseguenze per tutta la vita.
A causa della grande richiesta di partecipazione, il ritiro dalla vita musicale fu organizzato negli stadi di Timișoara, Arad e Cluj-Napoca nel 1967.

### Spettacolo anniversario
L'8 febbraio 1987, presso la Sala della radio si svolse lo spettacolo anniversario Omagiu romanței in occasione del 70 ° anniversario della vita dell'artist e tra gli ospiti che salirono sul palco c'erano Cleopatra Melidoneanu, Elvira Cârje, Dorin Teodorescu, Petre Gusti, Alla Baianova, Nicolae Nițescu, Angela Similea, Corina Chiriac, Marius Țeicu, Ștefania Rareș, Daniela Condurache e altri.
Morì il 19 settembre 1990, in una terribile solitudine. È sepolta nel cimitero Bellu di Bucarest.

## Riconoscimenti
- Titolo Artista Emerito (1957)[21]
- Titolo Artista del popolo (1964). Con decreto n. 3 del 13 gennaio 1964 del Consiglio di Stato della Repubblica Popolare Rumena, solista lirico Ioana Radu è stato insignito del titolo di Artista popolare della Repubblica popolare rumena "per meriti speciali nell'attività svolta nel campo del teatro, della musica e delle arti plastiche"[22]
- Nel 1968, è stata insignita dell'Ordine di merito culturale, Classe II, "per la sua ricca attività di solista di musica tradizionale e romanze"[23]

## Eredità
(Nicolae Iorga)
(George Enescu)
Tra il 7 e il 9 ottobre 1998, si svolse a Craiova la prima edizione del Festival di romanze "Ioana Radu". Il festival, organizzato dall'amica di una vita, l'autrice tv Florentina Satmari, venne organizzato ogni due anni.

## Discografia (album)
- Romanțe (1971), LP
- Leliță Ioană (1974), LP
- În micul orășel. Romanțe (1974), LP
- La umbra nucului bătrân (1987), LP
- Anicuța neichii dragă (1987), LP
- Volumul 1 (1994), CD
- Volumul 2 (1994), CD
- Volumul 3 (2006), CD
- Volumul 4 (2006), CD
- De la moară pân' la gară. Comori ale muzicii românești (2011), CD

## Discografia (singoli)
- La puțul cu cinci isvoare (1940), Odeon
- Foae verde micșunea (Dorule și-o boală grea) (1940), Odeon, orchestra Vasile Julea
- M'a îmbătrânit supărarea (1940), Odeon
- Piatră, piatră (1940), Odeon
- Dii, dii, dii murgule dii (horă) (1940), Odeon
- Am în vale patru boi (horă) (1940), Odeon
- I-auzi lele, popa toacă (cântec) (1940), Odeon
- Inimă cu venin mult (cântec) (1940), Odeon
- De cine dorul se leagă (1940), Odeon
- Pădure și iar pădure (1940), Odeon
- Foaie verde măr domnesc (1940), Odeon
- Mie-mi spune inima (1940), Odeon
- Piatră, piatră. Dă Doamne și omului (1941), Electrecord
- Dorul nostru a fost dor mare (folclor nou) (1949), Electrecord
- Mi s-a rupt căruța-n drum (1949), Electrecord